# Маза и Луња 2: Шврћина пустоловина
Маза и Луња 2: Шврћина пустоловина (енгл. Lady and the Tramp II: Scamp's Adventure) је амерички цртани филм премијерно приказан 27. фебруара 2001. Филм је наставак Дизнијевог класика Маза и Луња из 1955. године.

## Радња
Радња се наставља неколико месеци касније. Маза и Луња имају 3 ћерке: Анет, Колет и Дејнијел и сина Шврћу (Скампа). Шврћа жели да буде пас скитница, као што је био његов отац, Луња. Он бежи од куће и бива примљен у друштво луталица, где истовремено упознаје и Ејнџел, у коју се и заљубљује. После неког времена, он ће се покајати и пожелеће да се врати кући. Швфрћа и Ејнџел ће прећи разне препреке да би их Маза и Луња пронашли. Шврћа се мири са Луњом и на крају породица усваја Ејнџел.

## Улоге
| Глумац                             | Улога                         |
| ---------------------------------- | ----------------------------- |
| Скот Вулф                          | Шврћа                         |
| Алиса Милано                       | Ејнџел                        |
| Чез Палминтери                     | Buster                        |
| Џеф Бенет                          | Луња, Џок, Трасти, Dogcatcher |
| Џоди Бенсон                        | Маза                          |
| Бил Фегрбејк                       | Mooch                         |
| Мики Руни                          | Sparky                        |
| Cathy Moriarty                     | Руби                          |
| Bronson Pinchot                    | Francois                      |
| Деби Дерибери и Кет Суси           | Анет, Дејнијел, и Колет       |
| Роб Полсен                         | Otis                          |
| Nick Jameson                       | Џим Дир                       |
| Barbara Goodson                    | Дарлинг                       |
| Andrew McDonough                   | Junior                        |
| Tress MacNeille                    | Тетка Сара                    |
| Mary Kay Bergman и Tress MacNeille | Си и Ам                       |
| Џим Камингс                        | Тони                          |
| Michael Gough                      | Џо                            |
| Френк Велкер                       | Reggie                        |
| April Winchell                     | Mrs. Mahoney                  |